# Frankisch
Frankisch is een twijfelachtige verzamelnaam voor de West-Germaanse talen en Frankische dialecten, gesproken door de Franken, die hun historische oorsprong in het oosten van het Frankische rijk hebben:
1. De Nederfrankische taal met Nederlands, Afrikaans, Limburgs en hun dialecten
2. De talen en dialecten van de Westmiddelduitse taal;
3. De Hoogduitse dialecten in het overgangsgebied van het Middelduitse tot Opperduitse taalgebied.

Door verschillende isoglossen bevinden de Frankische dialecten zich in een waaiervorm, een onderdeel hiervan is de Rijnlandse waaier. 
Taalkundigen verschillen van mening over de vraag of er werkelijk sprake van een Frankische taalfamilie kan zijn, aangezien er nog geen bewijzen geleverd worden dat de huidige Frankische talen en dialecten zich taalhistorisch uit een gemeenschappelijke proto-taal ontwikkeld hebben, waaruit vormen van Oudfrankisch zouden zijn voortgekomen. Zie ook Istvaeoons. 

## Frankische talen en dialecten

### Frankisch in het Nederfrankische taalgebied

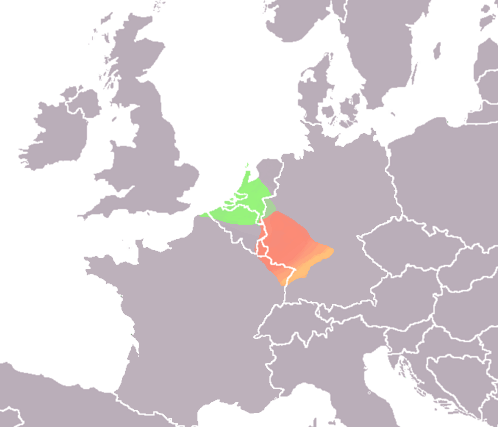
De Frankische talen in Europa. Legenda:
Nederfrankische dialecten in Nederland en België
Nederfrankische dialecten in Duitsland
Westmiddelduitse (centrale, Rijnfrankische) dialecten
Transitioneel-Opperduitse dialecten

- Nederfrankisch

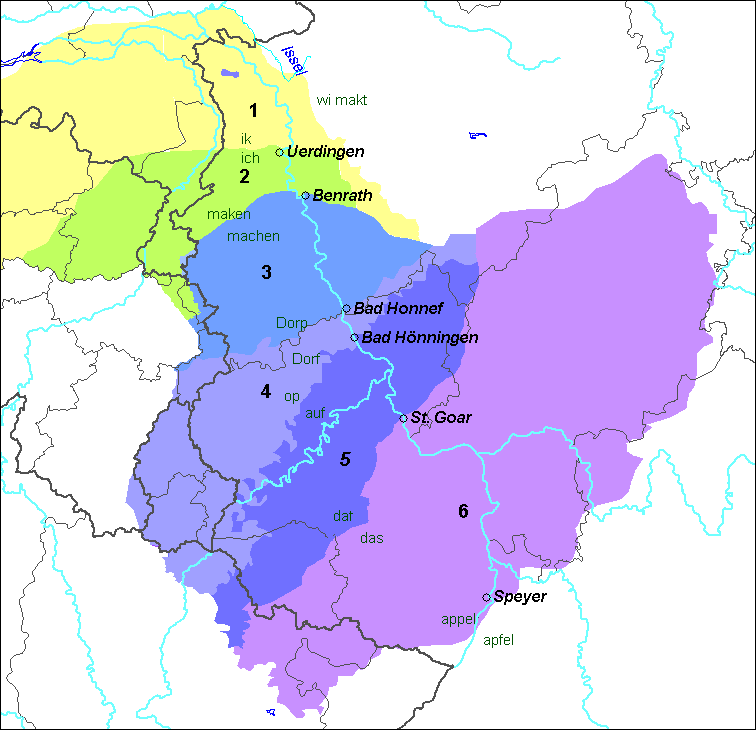
De Rijnlandse Waaier
1 Noord-Nederfrankisch, 2 Zuid-Nederfrankisch, 3 Ripuarisch, 4 en 5 Moezelfrankisch, 6 Rijnfrankisch

  - Afrikaans (Zuid-Afrika, Namibië; immigrantentaal in Australië, Canada, de VS, het VK, Nieuw-Zeeland en Madeira)
  - Nederlands (Nederland, België, Frankrijk en Noordrijn-Westfalen)
    - Fries-Hollandse dialecten, mengdialecten van Westfries en Nederlandse dialecten (Nederland)
    - Hollands (Nederland)
    - Vlaams (België, Frankrijk, Zeeland)
    - Brabants (België en Nederland)
    - Kleverlands (Nederland, Noordrijn-Westfalen)
    - Oost-Bergisch

  - Zuid-Nederfrankisch (Belgisch-Limburg; Nederlands-Limburg; enige delen van de Belgische provincie Luik; Noord-Rijnland, in de omgeving van Düsseldorf en Duisburg)

### Frankisch in het Westmiddelduitse taalgebied
- Middelfrankisch
  - Ripuarisch, ook Ripuarisch-Frankisch genoemd (Noordrijn-Westfalen (gebied van de oude Kurpfalz Köln), Rijnland-Palts, België (Ostkantons) plus in Nederland Kerkrade (zonder Eijgelshoven), Simpelveld, Bocholtz en Vaals
  - Moezelfrankisch (Noordrijn-Westfalen, Rijnland-Palts en Saarland)
    - Luxemburgs (Luxemburg, België en Frankrijk)
    - Lotaringisch (Frankrijk)
- Rijnfrankisch
  - Paltsisch
    - Westpaltsisch (Rijnland-Palts en Saarland)
    - Voorpaltsisch (Rijnland-Palts en Frankrijk)
    - Keurpaltsisch (Baden-Württemberg)
- Middelhessisch
- Nordhessisch (Hessen en Thüringen)
- Oosthessisch

### Frankisch in het overgangsgebied tussen Middel- en Opperduits
- Oostopperfrankisch (Beieren, Baden-Württemberg, Hessen, Thüringen en Saksen)
- Zuid-Frankisch (Baden-Württemberg (Karlsruhe, Pforzheim, Heilbronn) en Hessen (in het oostelijke Odenwald)